# Esclanèdes
Esclanèdes este o comună în departamentul Lozère din sudul Franței. În 2009 avea o populație de 316 de locuitori.

## Evoluția populației
| An        | 1975 | 1982 | 1990 | 1999 | 2006 | 2009 |
| --------- | ---- | ---- | ---- | ---- | ---- | ---- |
| Populație | 218  | 200  | 217  | 250  | 302  | 316  |